# گورستان ایکسل

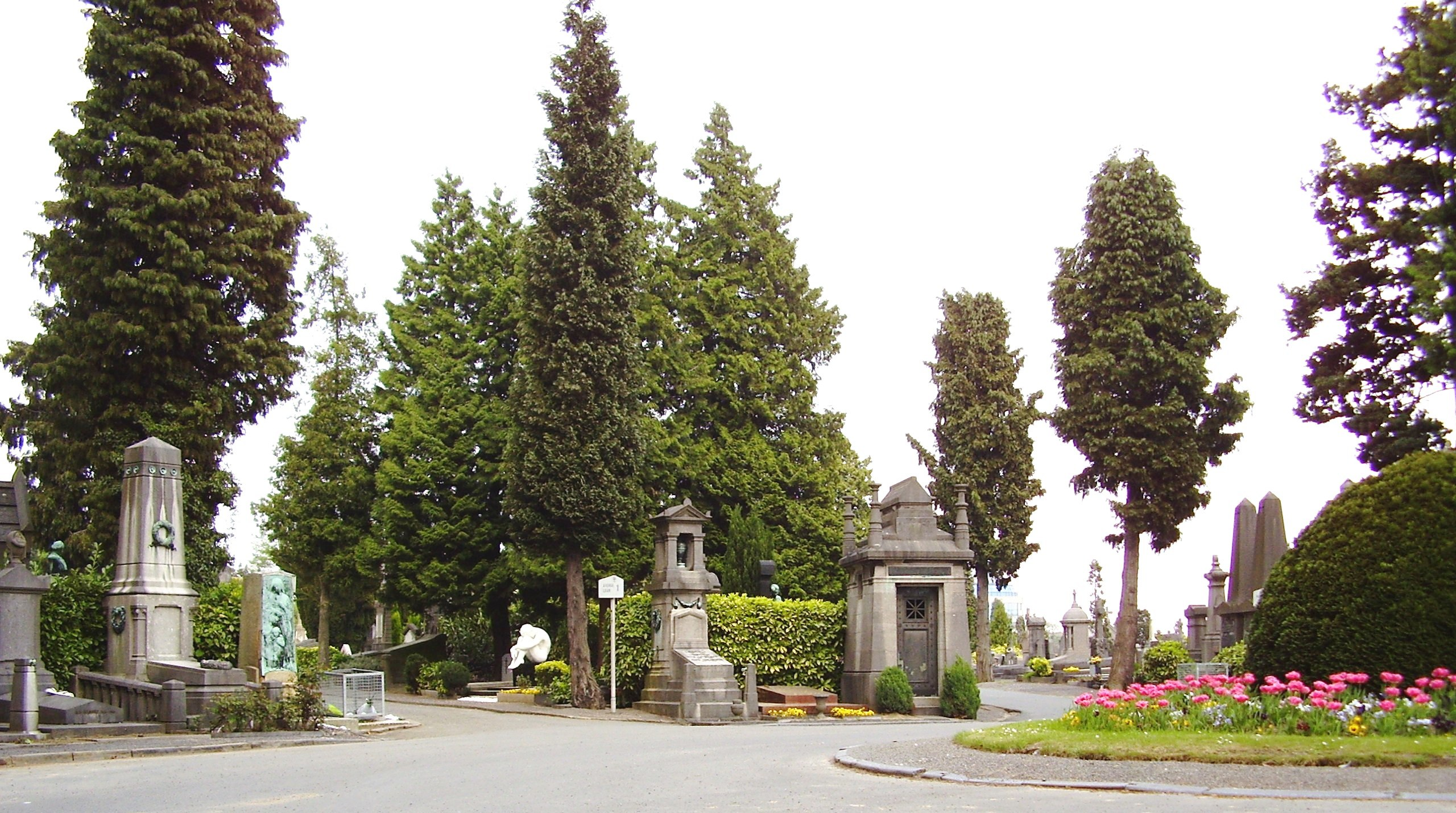

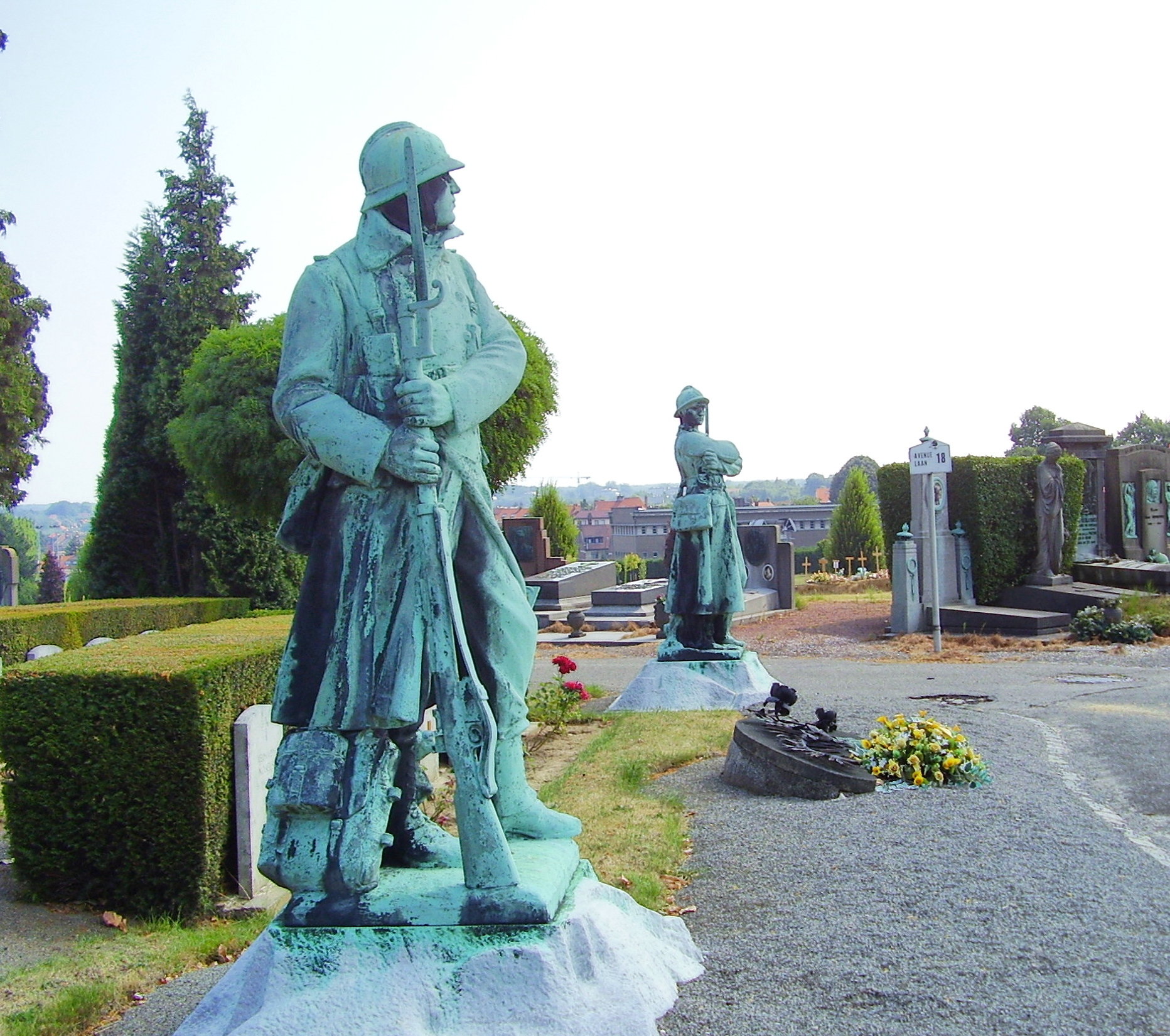

گورستان ایکسل (انگلیسی: Ixelles Cemetery) گورستانی در ایکسل در بخش جنوبی بروکسل و یکی از بزرگ‌ترین گورستان‌های بلژیک است.

## اشخاص مشهور
فهرست برخی افرادی که در این گورستان به خاک سپرده شده‌اند:
- جولیوس بردت
- آنا باخ
- نیل دوف
- شارل دو کوسته
- ویکتور بورژوا
- ویکتور اورتا
- اوژن ایزایی
- ارنست سلوی